# 準公共財
準公共財（英語：Quasi-public goods），又稱俱樂部財（英語：Club goods），也被称為付費財貨、人為的稀有財（英語：artificially-scarce goods），是經濟學上的一種財貨概念，介於純粹的公共財與純粹的私有財之間，它具備排他性，但却不具备竞争性，因此俱乐部产品之边际成本接近于零。其有時被視為是公共財中的一個類別。這個術語由美國經濟學家詹姆斯·M·布坎南在1965年于《经济学刊》发表的《人為的稀有財》（artificially-scarce goods）一文中首次提出。布坎南在文中论述了组织的规模如何影响公共财的供给，并提供了解决不同会员人数下消费所有权（英語：ownership-consumption）分配问题的理论结构。
準公共財是在某些團體中共享的有價值財貨，但是只限於這個團體的成員才能享用，不允許其他人使用。典型的準公共財有，高爾夫球場、電影、有線電視、私有停車場。這種財貨會通常形成自然獨占。

## 發展歷史
詹姆斯·M·布坎南在其论文《俱乐部的经济理论》中指出，在之前诸如保羅·薩繆爾森等人的基础性论文中，大多将財貨和服务定义为纯粹的公共財或私有財，而缺少一种介乎其之间的，能包含其他消费所有权所有状况的理论。布坎南的俱乐部理论即解释了財貨或服务的消费所有权人数介于绝对私人和绝对公有之间时的情况。

## 分類
|  |                                      |                          |
|  | 食物、汽车、衣物                     | 漁業資源、水資源、煤炭   |
|  | 卫星电视信号、圖書館、電影、公共交通 | 国防、免费电视节目、知識 |